# Lâm Tuyền
Lâm Tuyền (chữ Hán giản thể: 临泉县, âm Hán Việt: Lâm Tuyền huyện) là một huyện thuộc địa cấp thị Phụ Dương, tỉnh An Huy, Cộng hòa Nhân dân Trung Hoa. Huyện Lâm Tuyền có diện tích 1818 km2, dân số 1,9 triệu người. Mã số bưu chính của Lâm Tuyền là 236400. Quận lỵ Lâm Tuyền đóng tại trấn Thành Quan. Về mặt hành chính, huyện này được chia thành 22 trấn, 11 hương. 
- Trấn: Thành Quan, Dương Kiều, Điêu Thành, Trường Quan, Vu Trại, Hình Đường, Đàm Bằng, Lão Tập, Lữ Trại, Hoạt Tập, Tống Tập, Trương Tân, Ngải Đình, Vi Trại, Nghinh Tiên, Ngõa Điếm, Khương Trại, Miếu Xoá, Hoàng Lĩnh, Trần Tập, Bạch Miếu, Quan Miếu.
- Hương: Ngưu Trang, Cao Đường, Thổ Pha, Tạ Tập, Đơn Kiều, Đào Lão, Điền Kiều, Trương Doanh, Bàng Doanh, Phạm Hưng Tập, Dương Tiểu Nhai.